# Männertreu (Film)
Männertreu ist ein deutsches Filmdrama aus dem Jahr 2014 mit Matthias Brandt und Suzanne von Borsody in den Hauptrollen. Der Fernsehfilm von Regisseurin Hermine Huntgeburth basiert auf einem Drehbuch der Schriftstellerin Thea Dorn.

## Handlung
Georg Sahl ist Mitte 50 und in Frankfurt am Main der Verleger und Herausgeber einer überregionalen Zeitung mit liberal-konservativer Ausrichtung, der Frankfurter Nachrichten. Man bezeichnet ihn als Homme de lettres und gerade hat man ihn im Kaisersaal des Frankfurter Römers mit dem Ludwig-Börne-Preis ausgezeichnet. Als in der Redaktionskonferenz das Thema eines christlich-konservativen Ministerpräsidenten aufkommt, der Vater eines unehelichen Kindes geworden ist, will Georg nicht, dass das Thema in seinem Blatt ausgebreitet wird.
Obwohl Georg mit seiner Frau Franziska, einer Anwältin, seit 35 Jahren glücklich verheiratet ist, betrügt er sie regelmäßig. Aktuell hat er mit Nina, einer Volontärin Mitte 20, eine Affäre. Da Georg Nina gezeigt hat, dass er sie liebt, und sie das Gefühl erwidert, sucht sie eines Tages die Kanzlei von Franziska auf und will ihr die Wahrheit erzählen. Doch Franziska reagiert scheinbar kühl und gefasst darauf und erwidert ihr, dass Georg sich nur selbst wirklich liebt und er Frauen wie sie zwar „immer wieder“ brauche, aber nur seine Ehefrau „immer“ brauchen werde.
Die Frankfurter Oberbürgermeisterin schlägt Sahl vor, sich um das Amt des Bundespräsidenten zu bewerben, und macht ihm klar, dass die Kanzlerin ihn vorgeschlagen habe, da er „für alle wählbar“ und dies aufgrund der knappen Mehrheit in der Bundesversammlung notwendig sei.
Georgs Sohn Thomas und seine Frau Judith haben eine Tochter namens Paula und betreiben gemeinsam eine Agentur. Thomas hat die zahlreichen Affären seines Vaters mitbekommen und, nachdem dieser auch noch völlig ungeniert bei einem Treffen mit seiner Geliebten telefoniert und gar nicht daran denkt, sich dafür zu entschuldigen oder sich zu ändern, hat Thomas genug und will auch nicht länger mit ansehen, wie er seine Mutter betrügt. Er errät das Passwort des Computers seines Vaters und schreibt von dessen Benutzerkonto aus eine Mail an Nina, in der er sie mit dem Namen Judith anspricht und sich für die letzte Nacht mit ihr bedankt. In Georgs Büro findet Nina den Hinweis, dass er am Abend einen Termin in Hamburg hat und in der Talkshow von Helen Martin auftritt. Daraufhin reist sie nach Hamburg, um ihn zur Rede zu stellen. Nach dem Auftritt in der Talkshow sucht er die Moderatorin in ihrer Garderobe auf und hat Sex mit ihr. Im Hotel wartet schon Nina auf ihn und zeigt ihm die Mail. Er kann sich das nicht erklären, hat aber auch keine Lust, mit ihr darüber zu diskutieren, und will mit ihr Schluss machen. Erst kommen sie sich wieder näher und ziehen sich aus, doch dann bemerkt Nina, dass Georg kurz vor ihr Sex mit einer anderen gehabt hatte. Verärgert und mit Tränen in den Augen rennt sie aus dem Hotel über die Straße und wird dabei von einem Auto erfasst.
Nachdem Georg von seinem Hotelfenster aus den leblosen Körper von Nina auf der Straße sieht, ruft er mitten in der Nacht seine Frau an und bittet sie, zu ihm zu kommen und ihm zu helfen. Bei ihm angekommen, nimmt sie die Handtasche und den Schlüssel von Nina an sich und sucht die im Koma Liegende im Krankenhaus auf, wo sie ihr heimlich auch ihr Smartphone stiehlt. Mit dem Schlüssel verschafft sie sich unbefugt Zutritt in Ninas Wohnung, vernichtet dort Fotos und nimmt ihr Notebook sowie weitere Belege für die Beziehung zu Georg an sich.
Die Presse findet trotzdem heraus, dass Georg und Nina im selben Hotel waren und eine Verbindung zwischen ihnen bestand.
Die Oberbürgermeisterin wusste zwar, dass Georg kein unbeschriebenes Blatt ist, wirft ihm aber vor, dass er mit einer abhängig Beschäftigten aus seinem Verlag geschlafen hat. Er bekommt nun den auf Öffentlichkeitsarbeit spezialisierten Loebmann zugewiesen, der sein Sprecher wird.
Franziska ist inzwischen Ninas private Nachrichten auf dem Smartphone durchgegangen und dabei auf die Mail mit dem Namen Judith gestoßen. Da das auch der Name der Frau ihres Sohnes ist, verdächtigt sie diese nun. Sie sucht sie auf und fragt sie direkt, ob sie mit ihrem Mann geschlafen hat. Überrascht von Franziskas Auftreten gibt sie zu, dass sie tatsächlich vor längerer Zeit eine sexuelle Beziehung zu Georg hatte. Franziska dämmert es mittlerweile, dass die Tolerierung der Affären ihres Mannes ein Fehler war. Thomas bemerkt, dass seine Frau sich seltsam verhält, und als sie erklärt, dass sie überraschend in die Druckerei fährt, folgt er ihr heimlich und sieht, wie Judith sich in einem Park mit Georg trifft.
Bei einem feierlichen Abendessen der Familie Sahl hält Thomas die gespielte Harmonie und Verlogenheit seiner Familie nicht mehr aus. Die Situation eskaliert und schließlich gesteht auch Judith ihre Affäre mit Georg. Der ruft während einer Live-Sendung von Helen Martin an und offenbart, dass er auch mit ihr Sex hatte. Am nächsten Tag gibt er vor der Presse eine Erklärung ab, dass er von der Kandidatur zum Bundespräsidenten und vom Posten des Herausgebers seiner Zeitung zurücktritt. Er habe sich jedoch nichts vorzuwerfen und hält die Diskussion über seine Untreue nur für ein „Erregungstheater“. Thomas verlässt unterdessen auf unbestimmte Zeit seine Frau, und im Krankenhaus wacht Nina aus dem Koma auf. Georg und Franziska führen ihre Ehe weiter. Im Garten trifft Georg auf eine junge Gärtnerin, die sich statt des alten Gärtners um die Pflanzen der Sahls kümmert. Anstelle von Männertreu pflanzt sie im Garten nun Adonisröschen an.

## Hintergrund
- Der vom Hessischen Rundfunk für die ARD produzierte Film hatte seine Uraufführung am 2. Juli 2014 auf dem Filmfest München. Die Erstausstrahlung im Fernsehen erfolgte am 30. Juli 2014 um 20.15 Uhr in der ARD und erreichte mit 4,97 Millionen Zuschauern eine Einschaltquote von 17,7 Prozent.
- Die Dreharbeiten fanden im April und Mai 2013 in Frankfurt, Offenbach, Wiesbaden und Aarbergen statt.
- Im Film werden die Lieder Sunday Morning von The Velvet Underground und Modern Love von David Bowie verwendet.

## Kritiken
„‚Männertreu‘ ist für einen deutschen Fernsehfilm zur besten Sendezeit schon in seiner Explizität ein starkes Stück. Die Verantwortlichen legen aber noch einen drauf: Der Meinungsmacher, der hier säftelnd und süffisant dozierend durch den deutschen Polit- und Medienbetrieb gockelt, erinnert in vielerlei Hinsicht an den im Juni verstorbenen Frank Schirrmacher. Wie der arbeitet Sahl als Herausgeber einer Frankfurter Qualitätszeitung, und wie Schirrmacher ist auch Sahl, so heißt es gleich am Anfang, ‚einer der letzten großen bürgerlichen Liberalen‘.“

„Begonnen aber hat die Autorin Thea Dorn das Drehbuch mit der Affäre Dominique Strauss-Kahn als Idee. […] Aber man findet in diesem an Anspielungen und Spielkunst reichen Film auch Andeutungen über Horst Seehofers uneheliches Kind, über die Guttenbergs (Stephanie und Karl-Theodor zu Guttenberg). Und am Ende gibt es eine Rückzugsszene, die an den Rücktritt von Christian Wulff erinnert, mit dem feinen Unterschied, dass Sahl noch die Reißleine zieht, bevor er gewählt werden kann.“

„Sahls Gattin erträgt die Seitensprünge bis zur Selbstverleugnung und tut alles für eine intakte Fassade, doch in der Realität gibt es genügend prominente Beispiele für selbstbewusste Dulderinnen an der Seite prominenter Politiker. Die junge Geliebte Sahls ist Volontärin der Zeitung, und natürlich ist es kein Zufall, dass auch mal die Bezeichnung ‚Praktikantin‘ fällt. […] Davon abgesehen zeichnet sich der Film nicht allein durch inhaltliche, sondern gerade auch durch darstellerische Komplexität aus; dennoch ragt Matthias Brandt aus dem guten Ensemble noch heraus.“

„Deutsche Filme über Politik, über Affären im Amt oder die Macht der vierten Gewalt sind selten im deutschen Fernsehen. Gibt es sie doch einmal, suchen sie reale Ereignisse, um Event-Charakter generieren zu können. […] Auf diese Weise kamen Filme wie ‚Der Rücktritt‘, ‚Die Spiegel-Affäre‘ oder ‚Der Minister‘ massenmedial zu Ehren. ‚Männertreu‘ schlägt einen anderen Weg ein, so beißt sich der Film nicht an der Chronologie realer Ereignisse fest, setzt weder auf außerfilmische Mutmaßungen im Sinne eines Schlüssel-TV-Romans noch auf eine populäre Genre-Aufmachung. Dorn setzt vielmehr auf eine komplexe Narration, auf die kluge Verschränkung einer Familiengeschichte mit einem Medienskandal. […] Eine Rarität im Fernsehfilm dieses Jahrzehnts.“

„Er führt dabei ein so promiskuitives Leben, dass der Zuschauer nur staunen kann. Dabei wird nicht ganz klar, wieso der erfolgreiche Herausgeber einer überregionalen Zeitung auf den Gedanken kommen kann, dies wäre im Zusammenhang mit einer Bundespräsidentschaftskandidatur zwar von Belang, aber nicht besonders. Und vor allem, wie er das noch denken kann, wenn eine seiner zahllosen abservierten Geliebten vor ein Auto gerät und schwer verletzt wird. […] Unterhaltsam ist es jedoch, die Forderung nach absolut freier Liebe über einen so genannten Konservativ-Liberalen wieder in die Öffentlichkeit treten zu sehen.“

„Man nimmt Matthias Brandt diesen Bildungsbürger-Macho Sahl problemlos ab – er hat die darstellerische Klasse und hatte selbst einen Vater, in dessen Leben sich durchaus Parallelen zu dieser Rolle finden lassen. Auch sonst stimmt fast alles in diesem Film von Regisseurin Hermine Huntgeburth und Drehbuchautorin Thea Dorn. Es ist eine herrlich böse Versuchsanordnung, den Mann, der – mit besagter einen Ausnahme – sämtliche alten Werte hochhält, mit dem zu konfrontieren, was er Erregungstheater nennt.“

## Auszeichnungen
- Im Rahmen der Reihe „Neues Deutsches Fernsehen“ des Filmfest München war der Film für den Bernd Burgemeister Fernsehpreis 2014 nominiert.
- Deutscher Fernsehpreis als „Bester Fernsehfilm“.[8]
- Grimme-Preis 2015 an Thea Dorn (Buch), Hermine Huntgeburth (Regie), Matthias Brandt, Suzanne von Borsody und Maxim Mehmet (Darstellung).[9]